# Tom Cairney
Thomas Cairney (Nottingham, 20 gennaio 1991) è un calciatore scozzese, centrocampista del Fulham, di cui è capitano, e della nazionale scozzese.

## Statistiche

### Presenze e reti nei club
Statistiche aggiornate al 13 luglio 2022.
| Stagione                | Squadra                 | Campionato              | Campionato | Campionato | Coppe nazionali | Coppe nazionali | Coppe nazionali | Coppe continentali | Coppe continentali | Coppe continentali | Altre coppe | Altre coppe | Altre coppe | Totale | Totale | Totale |
| Stagione                | Squadra                 | Comp                    | Pres       | Reti       | Comp            | Pres            | Reti            | Comp               | Pres               | Reti               | Comp        | Pres        | Reti        | Pres   | Reti   |        |
| ----------------------- | ----------------------- | ----------------------- | ---------- | ---------- | --------------- | --------------- | --------------- | ------------------ | ------------------ | ------------------ | ----------- | ----------- | ----------- | ------ | ------ | ------ |
| 2009-2010               | Hull City               | PL                      | 11         | 1          | FACup+CdL       | 1+2             | 0+1             | -                  | -                  | -                  | -           | -           | -           | 14     | 2      |        |
| 2010-2011               | Hull City               | FLC                     | 22         | 1          | FACup+CdL       | 2+1             | 1+0             | -                  | -                  | -                  | -           | -           | -           | 25     | 2      |        |
| 2011-2012               | Hull City               | FLC                     | 27         | 0          | FACup+CdL       | 2+0             | 1+0             | -                  | -                  | -                  | -           | -           | -           | 29     | 1      |        |
| 2012-2013               | Hull City               | FLC                     | 10         | 0          | FACup+CdL       | 2+2             | 1+0             | -                  | -                  | -                  | -           | -           | -           | 14     | 1      |        |
| Totale Hull City        | Totale Hull City        | Totale Hull City        | 70         | 2          |                 | 12              | 4               |                    | -                  | -                  |             | -           | -           | 82     | 6      |        |
| 2013-2014               | Blackburn               | FLC                     | 37         | 5          | FACup+CdL       | 2+1             | 0+1             | -                  | -                  | -                  | -           | -           | -           | 40     | 6      |        |
| 2014-2015               | Blackburn               | FLC                     | 39         | 3          | FACup+CdL       | 5+0             | 0+0             | -                  | -                  | -                  | -           | -           | -           | 44     | 3      |        |
| Totale Blackburn Rovers | Totale Blackburn Rovers | Totale Blackburn Rovers | 76         | 8          |                 | 8               | 1               |                    | -                  | -                  |             | -           | -           | 84     | 9      |        |
| 2015-2016               | Fulham                  | FLC                     | 39         | 8          | FACup+CdL       | 1+2             | 0+0             | -                  | -                  | -                  | -           | -           | -           | 42     | 8      |        |
| 2016-2017               | Fulham                  | FLC                     | 45+2       | 12+1       | FACup+CdL       | 3+1             | 0+0             | -                  | -                  | -                  | -           | -           | -           | 51     | 13     |        |
| 2017-2018               | Fulham                  | FLC                     | 34+3       | 5+1        | FACup+CdL       | 0+0             | 0+0             | -                  | -                  | -                  | -           | -           | -           | 37     | 6      |        |
| 2018-2019               | Fulham                  | PL                      | 31         | 1          | FACup+CdL       | 1+1             | 0+0             | -                  | -                  | -                  | -           | -           | -           | 33     | 1      |        |
| 2019-2020               | Fulham                  | FLC                     | 39+3       | 8+0        | FACup+CdL       | 1+0             | 0+0             | -                  | -                  | -                  | -           | -           | -           | 43     | 8      |        |
| 2020-2021               | Fulham                  | PL                      | 10         | 1          | FACup+CdL       | 0+1             | 0+0             | -                  | -                  | -                  | -           | -           | -           | 11     | 1      |        |
| 2021-2022               | Fulham                  | FLC                     | 26         | 3          | FACup+CdL       | 2+0             | 0+0             | -                  | -                  | -                  | -           | -           | -           | 28     | 3      |        |
| 2022-2023               | Fulham                  | PL                      | 21         | 0          | FACup+CdL       | 2+1             | 1+0             | -                  | -                  | -                  | -           | -           | -           | 24     | 1      |        |
| Totale Fulham           | Totale Fulham           | Totale Fulham           | 245+8      | 33+2       |                 | 16              | 1               |                    | -                  | -                  |             | -           | -           | 269    | 36     |        |
| Totale carriera         | Totale carriera         | Totale carriera         | 399        | 45         |                 | 36              | 6               |                    | -                  | -                  |             | -           | -           | 435    | 51     |        |

## Palmarès

### Club

#### Competizioni nazionali
- Campionato inglese di seconda divisione: 1

Fulham: 2021-2022